# 洛斯韦尔托斯
洛斯韦尔托斯，是西班牙卡斯蒂利亚-莱昂塞戈维亚省的一个市镇。 总面积17平方公里，总人口156人（2001年），人口密度9人/平方公里。